# دومينيك غرين (عازف قيثارة جاز)
دومينيك غرين (بالإنجليزية: Dominic Green)‏ هو عازف جاز بريطاني، ولد في 1970.